# ФФЛ Волфсбург
ФФЛ Волфсбург е спортен клуб от град Волфсбург, провинция Долна Саксония, Германия.
Със своите около 15 000 членове и 29 спортни секции той е сред най-големите организации, занимаващи се със спорт в своята федерална провинция. Повечето записали се не са активни спортисти, а са свързани с дружеството по фенска линия. Волфсбург е основан на 12 септември 1945 г., а най-големия си успех той записва през 2009 г., когато става шампион на Германия по футбол. През 2001 г. клубната структура е променена на ООД, в което 90 процента дялово участие има „Фолксваген АД“, а останалите 10 на сто са собственост на клубните членове. На събрание на собствениците на 28 ноември 2007 г. 93 от общо 94 делегати гласуват останалата една десета от капитала да бъде изкупена от автомобилния гигант, който към днешна дата притежава всичките 100 процента от Волфсбург.
Дамският футболен отбор на Волфсбург се състезава в Женската Бундеслига на Германия по футбол.
Волфсбург се състои от следните подразделения:
| - Канадска борба, от 1993 г.; - Бадминтон, от 1956 г.; - Баскетбол, от 1957 г.; - Боулинг, от 1978 г.; - Бокс, от 1955 г.; - Фехтовка, от 1955 г.; - Футбол (младежка школа), от 1945 г. - Вдигане на тежести, от 1954 г.; - Хандбал, от 1945 г.; - Хокей, от 1946 г.; | - Джаз танци, от 1975 г.; - Джудо, от 1953 г.; - Карате/Капоейра; - Лека атлетика, от 1946 г.; - Моторни спортове, от 2005 г.; - Колоездене, от 1987 г.; - Спорт за хора с увреждания, от 1959 г.; - Борба, от 1952 г.; - Спортове с ролери, от 1982 г.; | - Плуване, от 1947 г.; - Състезателни танци, от 1976 г.; - Спортно гмуркане, от 1984 г.; - Триатлон, от 1986 г.; - Гимнастика, от 1945 г.; - Волейбол, от 1973 г.; - Скокове във вода, от 1947 г.; - Бойни изкуства, от 1976 г. |

След основаването си на 12 септември 1945 г., под името Дружество за народен спорт и култура, Волфсбург се преименува на Обединение за физически упражнения към завода на Фолксваген Волфсбург, където се тренират футбол, хандбал, гимнастика, тенис, колоездене, бокс и шахмат. Много от тези спортни отделения постигат успехи.

## Футбол
| Сезон | Първенство             | Място | Голова разлика | Точки   |
| --- | ---------------------- | ----- | -------------- | ------- |
| 1954/55 | Оберлига Север1        | 14.   | 34:53          | 24 – 36 |
| 1955/56 | Оберлига Север1        | 14.   | 55:62          | 25 – 35 |
| 1956/57 | Оберлига Север1        | 14.   | 51:71          | 26 – 34 |
| 1957/58 | Оберлига Север1        | 11.   | 57:57          | 26 – 34 |
| 1958/59 | Оберлига Север1        | 16.   | 31:56          | 16 – 44 |
| 1959/63 | Аматьорска лига        | -     | -              | -       |
| 1963/64 | Регионална лига Север2 | 9.    | 50:61          | 34 – 34 |
| 1964/65 | Регионална лига Север2 | 6.    | 53:56          | 32 – 32 |
| 1965/66 | Регионална лига Север2 | 8.    | 55:55          | 32 – 32 |
| 1966/67 | Регионална лига Север2 | 4.    | 57:33          | 40 – 24 |
| 1967/68 | Регионална лига Север2 | 3.    | 61:34          | 43 – 21 |
| 1968/69 | Регионална лига Север2 | 6.    | 59:44          | 38 – 26 |
| 1969/70 | Регионална лига Север2 | 2.3   | 78:35          | 46 – 18 |
| 1970/71 | Регионална лига Север2 | 9.    | 56:48          | 36 – 32 |
| 1971/72 | Регионална лига Север2 | 3.    | 63:38          | 45 – 23 |
| 1972/73 | Регионална лига Север2 | 3.    | 71:35          | 46 – 22 |
| 1973/74 | Регионална лига Север2 | 4.    | 77:51          | 46 – 26 |
| 1974/75 | Втора Бундеслига       | 19.   | 61:89          | 26 – 50 |
| 1975/76 | Оберлига Север         | 2.    | 72:36          | 46 – 22 |
| 1976/77 | Втора Бундеслига       | 20.   | 46:119         | 16 – 60 |
| 1977/78 | Оберлига Север         | 2.4   | 74:46          | 46 – 22 |
| 1978/79 | Оберлига Север         | 5.    | 61:46          | 35 – 33 |
| 1979/80 | Оберлига Север         | 3.    | 79:45          | 47 – 21 |
| 1980/81 | Оберлига Север         | 6.    | 76:52          | 45 – 23 |
| 1981/82 | Оберлига Север         | 4.    | 48:45          | 40 – 28 |
| 1982/83 | Оберлига Север         | 5.    | 70:51          | 38 – 30 |
| 1983/84 | Оберлига Север         | 14.   | 59:69          | 31 – 37 |
| 1984/85 | Оберлига Север         | 9.    | 38:43          | 34 – 34 |
| 1985/86 | Оберлига Север         | 6.    | 44:52          | 36 – 32 |
| 1986/87 | Оберлига Север         | 6.    | 75:40          | 39 – 25 |
| 1987/88 | Оберлига Север         | 2.5   | 100:37         | 54 – 14 |
| 1988/89 | Оберлига Север         | 3.    | 65:36          | 43 – 25 |
| 1989/90 | Оберлига Север         | 4.    | 60:48          | 42 – 26 |
| 1990/91 | Оберлига Север         | 1.5   | 81:36          | 53 – 15 |
| 1991/92 | Оберлига Север         | 1.    | 82:36          | 45 – 19 |
| 1992/93 | Втора Бундеслига       | 14.   | 65:69          | 45 – 47 |
| 1993/94 | Втора Бундеслига       | 5.    | 47:45          | 40 – 36 |
| 1994/95 | Втора Бундеслига       | 4.    | 51:40          | 43 – 25 |
| 1995/96 | Втора Бундеслига       | 12.   | 41:46          | 44      |
| 1996/97 | Втора Бундеслига       | 2.    | 52:29          | 58      |
| 1997/98 | Първа Бундеслига       | 14.   | 38:54          | 39      |
| 1998/99 | Първа Бундеслига       | 6.    | 54:49          | 55      |
| 1999/00 | Първа Бундеслига       | 7.    | 51:58          | 49      |
| 2000/01 | Първа Бундеслига       | 9.    | 60:45          | 47      |
| 2001/02 | Първа Бундеслига       | 10.   | 57:49          | 46      |
| 2002/03 | Първа Бундеслига       | 8.    | 39:42          | 46      |
| 2003/04 | Първа Бундеслига       | 10.   | 56:61          | 42      |
| 2004/05 | Първа Бундеслига       | 9.    | 49:51          | 48      |
| 2005/06 | Първа Бундеслига       | 15.   | 33:55          | 34      |
| 2006/07 | Първа Бундеслига       | 15.   | 37:45          | 37      |
| 2007/08 | Първа Бундеслига       | 5.    | 58:46          | 54      |
| 2008/09 | Първа Бундеслига       | 1.    | 80:41          | 69      |
| 2009/10 | Първа Бундеслига       | 8.    | 64:58          | 50      |
| 2010/11 | Първа Бундеслига       | 15.   | 43:48          | 38      |
| 2011/12 | Първа Бундеслига       | 8.    | 47:60          | 44      |
| 2012/13 | Първа Бундеслига       | 11.   | 47:52          | 43      |
| 2013/14 | Първа Бундеслига       | 5.    | 63:50          | 60      |
| 2014/15 | Първа Бундеслига       | 2.    | 72:38          | 69      |
| 2015/16 | Първа Бундеслига       | 8.    | 47:49          | 45      |
| ЗЕЛЕНО: КЛАСИРАНЕ ОРАНЖЕВО: ИЗПАДАНЕ ЗЛАТИСТО: ШАМПИОН 1 Най-висшата футболна дивизия за времето си. 2 Втората най-висша футболна дивизия за времето си. 3 Баражът за класиране в Първа Бундеслига е загубен от Кикерс Офенбах. 4 Квалификацията за класиране във Втора Бундеслига Север е неуспешна. 5 Квалификацията за класиране във Втора Бундеслига е неуспешна. |                        |       |                |         |

Футболното отделение печели още през първата година от съществуването си първенството на Първа окръжна лига и в началото на 50-те години се развива до кандидат за класиране във футболната Оберлига Север, най-високата дивизия в региона за времето си. След три неуспешни участия в квалификационния кръг за оберлигата, Волфсбург най-после успява да постигне промоция през 1954 г.
През първия си сезон в първенството футболистите на Волфсбург сензационно побеждават футболния доминант на Северна Германия Хамбург с 1:0, но въпреки това не успяват да се включат в борбата за челните места. През първите си три години в оберлигата клубът се бори да не изпадне под ръководството на наставниците Лудвих Лахнер, Ернст Зонтов и Йозеф Кречман. Едва през сезон 1957/58 треньорът Валтер Рисе успява да постигно рекордно високото 11 място в крайното класиране, но на следващата кампания „вълците“ изпадат под наставленията на Имре Фаркачински. През 1963 г. Волфсбург успява да си извоюва класиране в новата Регионална лига Север, както и да играе финал за аматьорската купа на страната, загубен от втория отбор на Щутгарт с 0:1.
Квалификацията в Първа Бундеслига се разминава на косъм през 1970 г., когато клубът от града на Фолксваген завършва втори в своята регионална лига, но след това губи баража за класиране. Доброто представяне във втора дивизия осигурява право на тима да играе в новосформираната Втора Бундеслига през 1974 г., но още в първото ѝ издание Волфсбург изпада и така излиза от професионалния футбол за следващите близо 20 години.

### Развитие след 1990 г.
В началото на 90-те години Волфсбург успява да се върне във Втора Бундеслига и да се укрепи там. Под ръководството на изпълнителния директор Петер Пандер клубът се превръща в кандидат за класиране в германския елит, но въпреки че води в класирането до 22 кръг, Волфсбург завършва с равни точки с Фортуна Дюселдорф, което означава, че дюселдорфци печелят правото на участие в Първа Бундеслига, благодарение на по-добрия си баланс от директните срещи. През същата година „вълците“ играят и във финалната среща за Купата на Германия, загубена с 0:3 от Борусия Мьонхенгладбах. Все пак мащабните инвестиции в клуба водят до успешно развитие и на 11 юни 1997 г. Волфсбург официално влиза в първа дивизия – в своеобразен финал на първенството „вълците“ и Майнц 05, които при победа също се класират, завършват 5:4 във вълнуващ сблъсък, като по два гола за „зелените“ от Долна Саксония вкарват Рой Прегер и Детлеф Даммайер.
От тази година Волфсбург е постоянна величина в Първа Бундеслига – през 1999 г. клубът участва за първи път в историята си в европейските клубни турнири, а след това участва редовно в лятното състезание на УЕФА Интертото. През есента на 2004 г. „вълците“ за пръв път успяват да поведат в класирането на първа дивизия, но през последвалите две години те по-скоро се борят за оставането си в групата, отколкото за призовите места.

### Успехи при Феликс Магат
На 30 май 2007 г. официално е обявено, че специалистът Феликс Магат поема отбора от 15 юни същата година, като ще съвместява постовете на треньор, изпълнителен директор и финансов ръководител. Тази му позиция го поставя в положението пряко да следи развитието в младежките школи и като цяло да прокарва собствените си възгледи за развитието на клуба, като Магат използва дадената му възможност по най-добрия възможен начин. С твърда ръка той се освобождава от утвърдени имена като Кевин Хофланд, Диего Климович и Майк Ханке, като на тяхно място взема сравнително неизвестните футболисти Рикардо Коща, Жозуе, Графите, Марсел Шефер, Ян Шимунек, Заша Ритер, Кристиан Гентнер и Ашкан Дежага. Новите попълнения бързо се развиват и се превръщат в основна част на новия Волфсбург. През зимата на 2008 г. дългогодишният вратар в Първа Бундеслига Зимон Йенч е заменен на вратата от младия швейцарец Диего Беналио. За изненада на повечето специалисти в Германия „вълците“ завършват първенството на пето място със силен финален щурм, включващ победата в последния кръг срещу Борусия Дортмунд с 4:2. Класирането дава право на Волфсбург да играе за втори път в историята за Купата на УЕФА. През 2007 и 2008 г. долносаксонците играят полуфинали за Купата на Германия, загубени съответно от Щутгарт с 0:1 и Байерн Мюнхен с 0:2.
За да укрепи състава си Магат опитва да привлече опитни играчи през лятото на 2008 г. На Фолкаваген-Арена вече тренират световните шампиони с Италия от 2006 г. Андреа Бардзали и Кристиан Дзакардо, както и младите таланти Махир Шалък и Александер Есвайн.
В първия кръг за Купата на УЕФА Волфсбург играе с румънския Рапид Букурещ и го отстранява с 1:0 и 1:1. След това клубът попада в група Е от груповата фаза на турнира заедно с Милан, Хееренвеен, Спортинг Брага и Портсмут, като успява да спечели надпреварата след 2:2 с миланския гранд. Следващият противник в лицето на френския Пари Сен Жермен обаче се оказва твърде силен и надделява в директните елиминации.
Отпадането от европейските състезания дава възможност на отбора да се съсредоточи в представянето си в германското първенство, където най-неочаквано „вълците“ влизат в спор за титлата. Атакуващият дует на Волфсбург Графите и Един Джеко вкарва рекордните 54 гола (от общо 80 на целия отбор в шампионата) и изпреварва предишното най-добро постижение на Герд Мюлер и Ули Хьонес от сезон 1971/72. Плеймейкърът Звездан Мишимович записва 22 завършващи подавания, а бразилския голмайстор Графите сам реализира 28 гола за първата шампионска титла за Волфсбург, като така става и топ-реализатор на Първа Бундеслига. От статистическа гледна точка „вълците“ са 12-ият отбор, спечелил първенството на Първа Бундеслига (създадено през 1963 г.) и вторият шампионски отбор от провинция Долна Саксония след Айнтрахт Брауншвайг (сезон 1966/67).

## Бивши треньори след 1963 г.
|             | Име                 | Период                      | Бележка                                                                           |
| ----------- | ------------------- | --------------------------- | --------------------------------------------------------------------------------- |
| Германия    | Лудвих Лахнер       | 01.07.1963 – 30.06.1966     | -                                                                                 |
| Унгария     | Имре Фаркасински    | 01.07.1966 – 16 януари 1975 | -                                                                                 |
| Германия    | Фриц Шолмайер       | 17 януари 1975 – 23.04.1975 | -                                                                                 |
| Германия    | Паул Кийцман        | 29.04.1975 – 28.11.1975     | -                                                                                 |
| Сърбия      | Радослав Момирски   | 02.12.1976 – 04.03.1978     | -                                                                                 |
| Унгария     | Имре Фаркасински    | 05.03.1978 – 02.12.1978     | -                                                                                 |
| Нидерландия | Хенк ван Метерен    | 04.12.1978 – 29.04.1979     | -                                                                                 |
| Германия    | Вилфрид Кемер       | 30.04.1979 – 20.10.1983     | -                                                                                 |
| Унгария     | Имре Фаркасински    | 22.10.1983 – 30.06.1984     | -                                                                                 |
| Германия    | Волф-Рюдигер Краузе | 01.07.1984 – 30.06.1988     | Легендарен мач за Купата на Германия срещу Вердер Бремен – 4:5 сл. прод., 1987/88 |
| Германия    | Хорст Хрубеш        | 01.07.1988 – 30.06.1989     | -                                                                                 |
| Германия    | Ернст Менцел        | 01.07.1989 – 30.06.1991     | -                                                                                 |
| Германия    | Уве Еркенбрехер     | 01.07.1991 – 08.02.1993     | -                                                                                 |

|          | Име                    | Период                      | Бележка                                                                  |
| -------- | ---------------------- | --------------------------- | ------------------------------------------------------------------------ |
| Германия | Дитер Винтер           | 09.02.1993 – 15.02.1993     | -                                                                        |
| Германия | Екхард Краутцун        | 16.02.1993 – 05.04.1995     | -                                                                        |
| Германия | Герд Рогензак          | 06.04.1995 – 22.10.1995     | Финал за Купата на Германия 1995                                         |
| Германия | Вили Райман            | 23.10.1995 – 15.03.1998     | Класиране в Първа Бундеслига 1997                                        |
| Германия | Уве Еркенбрехер        | 18.03.1998 – 22.03.1998     | заместник                                                                |
| Германия | Волфганг Волф          | 23.03.1998 – 04.03.2003     | Оставане в Първа Бундеслига 1997/98, Участие за Купата на УЕФА 1999/2000 |
| Германия | Юрген Рьобер           | 04.03.2003 – 04.04.2004     | -                                                                        |
| Белгия   | Ерик Геретс            | 04.04.2004 – 28.05.2005     | Водач в класирането на първа дивизия 2004/05                             |
| Германия | Холгер Фах             | 01.07.2005 – 19.12.2005     | -                                                                        |
| Германия | Клаус Аугенталер       | 29.12.2005 – 19.05.2007     | Оставане в Първа Бундеслига 2005/06 и 2006/07                            |
| Германия | Феликс Магат           | 15.06.2007 – 30.06.2009     | Шампион на Германия 2008/09                                              |
| Германия | Армин Фее              | 01.07.2009 – 25 януари 2010 | -                                                                        |
| Германия | Лоренц-Гюнтер Кьостнер | от 25 януари 2010           | -                                                                        |

## Известни бивши футболисти
| - Томас Бърдарич - Мартин Вагнер - Щефан Ефенберг - Майк Ханке - Тобиас Рау - Пабло Тиам - Диего Климович - Андрес Д`Алесандро - Петер ван дер Хейден - Марселиньо - Робсон Понте | - Мариян Христов - Петър Михтарски - Мартин Петров - Стив Марле - Един Джеко - Графите - Андреа Бардзали - Кристиан Дзакардо - Джонатан Акпобори | - Анджей Юсковяк - Доринел Мунтяну - Мирослав Кархан - Брайън О'Нийл - Клаудио Рейна - Брайън МакБрайд - Бруно Акрапович - Фернандо Баяно - Детлеф Даммайер - Вили Гийземан - Томас Хенген - Кевин Хофланд - Зимон Йенч - Джошуа Кенеди - Дитмар Кюбауер - Яцек Кжиновек | - Томислав Марич - Кжищоф Новак - Рой Прегер - Зигфрид Райх - Клаус Райтмайер - Щефан Шноор - Золтан Шебешцен - Албер Щрайт - Марко Топич - Клаус-Дитер Волиц - Уве Цимерман |

## Български футболисти
- Петър Михтарски: 1996/97 - (17 мача - 2 гола)
- Мартин Петров: 2001/05 - (116 мача - 28 гола)
- Мариян Христов: 2004/06 - (17 мача - 3 гола)

От 1952 г. главен спонсор на клуба е автомобилният гигант Фолксваген. За сезон 2008/09 издръжката на Волфсбург възлиза на сума между 15 и 20 милиона евро. Въпреки доминацията на Фолксваген по отношение на финансирането, през есента на 2008 г. на зелените екипи стои логото на благотворителната кампания на вестник Билд „Сърце за децата“ (на немски: Ein Herz für Kinder), за което в касата на клуба не влизат допълнителни приходи.

## Фолксваген-Арена
- Капацитет: 30 000 зрители (при международни срещи: 26 000);
- Място за провеждане на мащабни мероприятия, в това число и концерти (Херберт Грьонемайер, Елтън Джон, Анастейша);
- Завършване и откриване: декември 2002;
- Предвижда се лека реконструкция през 2009 г. с цел добавяне на още 400 места.

## Фау Еф Ел-Щадион ам Елстервег
- Капацитет: 21 600 зрители, след реконструкция на трибуните той е намален до 20 000 места, 12 500 от които са за правостоящи;
- Днес на този стадион играят младежките и женския отбор на Волфсбург;
- Главната трибуна е изградена от бетон през 1961 г. за цената от 750 000 германски марки и днес е защитена по правителствена програма за опазване на историческото наследство;
- Откриване на 10 октомври 1947 г., закриване на съоръжението за мачове от Първа Бундеслига на 23 ноември 2002 г.

- Аматьорски шампион на Долна Саксония: 1950;
- Класиране в Оберлига Север (елитна дивизия за времето си): 1954;
- Шампион на Долна Саксония: 1963;
- Вицешампион на Германия за аматьори: 1963;
- Съосновател на Втора Бундеслига: 1974;
- Финалист за Купата на Германия: 1995;
- Класиране в Първа Бундеслига: 1997;
- Участие в турнира за Купата на УЕФА: 1999/2000 и 2008/09. През 2008/09 Волфсбург е победител в групата си и участник на 1/16 финалите;
- Вицешампион на Германия за юноши старша възраст: 2008;
- Шампион на Германия: 2008/09 и участие в Шампионската лига 2009/10.

## Рекорди в Първа Бундеслига
- Най-изразителни домакински победи: 7:1 срещу Борусия Мьонхенгладбах (Първа Бундеслига 1998/99),6:0 срещу Кьолн (Първа Бундеслига 2000/01), 6:1 срещу Унтерхахинг (Първа Бундеслига 2000/01), 5:0 срещу Арминия Билефелд (Първа Бундеслига 2004/05), 5:0 срещу Нюрнберг (Първа Бундеслига 2001/02), 6:2 срещу Олимпия Вилхелмсхафен (Втора Бундеслига 1974/75), 5:1 срещу Вердер Бремен (Първа Бундеслига 2008/09), 5:1 срещу Байерн Мюнхен (Първа Бундеслига 2008/09), 5:1 срещу Хамбург (Първа Бундеслига 2003/04), 5:1 срещу Кьолн (Първа Бундеслига 2001/02), 5:1 срещу Рот-Вайс Есен (Втора Бундеслига 1996/97);
- Най-изразителни победи като гост: 5:0 срещу Хановер 96 (Първа Бундеслига 2008/09), 4:0 срещу Кьолн (Първа Бундеслига 2001/02), 4:0 срещу Кемниц (Втора Бундеслига 1995/96), 5:2 срещу Щутгарт (Първа Бундеслига 1999/00), 4:1 срещу Олденбург (Втора Бундеслига 1996/97), 3:0 срещу Арминия Билефелд (Първа Бундеслига 2008/09), 3:0 срещу Унтерхахинг (Първа Бундеслига 2000/01), 3:0 срещу Юрдинген 05 (Втора Бундеслига 1996/97), 5:3 срещу Оснабрюк (Втора Бундеслига 1992/93), 4:2 срещу Борусия Дортмунд (Първа Бундеслига 2007/08);
- Най-изразителни домакински загуби: 0:5 срещу Бохум (Втора Бундеслига 1995/96), 0:5 срещу Борусия Вупертал (Втора Бундеслига 1976/77), 2:7 срещу Вердер Бремен (Първа Бундеслига 1999/00), 1:5 срещу Щутгарт (Първа Бундеслига 2003/04), 1:5 срещу Фортуна Кьолн (Втора Бундеслига 1974/75), 0:3 срещу Майнц 05 (Първа Бундеслига 2005/06), 0:3 срещу Байерн Мюнхен (Първа Бундеслига 2004/05), 0:3 срещу Бон (Втора Бундеслига 1976/77), 0:3 срещу Фортуна Кьолн (Втора Бундеслига 1976/77), 0:3 срещу Арминия Билефелд (Втора Бундеслига 1974/75);
- Най-изразителни загуби като гост: 0:9 срещу Гьотинген 05 (Втора Бундеслига 1976/77), 2:10 срещу Санкт Паули (Втора Бундеслига 1974/75), 0:7 срещу Пройсен Мюнстер (Втора Бундеслига 1976/77), 0:6 срещу Ханза Росток (Втора Бундеслига 1994/95), 2:8 срещу Вестфалия Херне (Втора Бундеслига 1976/77), 0:5 срещу Байерн Мюнхен (Първа Бундеслига 1999/00), 0:5 срещу Арминия Билефелд (Втора Бундеслига 1976/77), 1:6 срещу Вердер Бремен (Първа Бундеслига 2005/06), 1:6 срещу Дуисбург (Първа Бундеслига 1998/99), 1:6 срещу Борусия Вупертал (Втора Бундеслига 1976/77), 0:4 срещу Байер Леверкузен (Първа Бундеслига 2005/06), 1:6 срещу Нюрнберг (Първа Бундеслига 2004/05), 0:4 срещу Борусия Дортмунд (Първа Бундеслига 2003/04), 0:4 срещу Борусия Дортмунд (Първа Бундеслига 2001/02, 0:4 срещу Айнтрахт Франкфурт (Първа Бундеслига 1999/00), 0:4 срещу Кайзерслаутерн (Първа Бундеслига 1997/98, 0:4 срещу Кайзерслаутерн (Втора Бундеслига 1996/97), 0:4 срещу 1860 Мюнхен (Втора Бундеслига 1993/94, 0:4 срещу Херта Берлин (Втора Бундеслига 1993/94), 0:4 срещу Дармщат 98 (Втора Бундеслига 1992/93).

### Играчи с най-добри постижения
|          | Име             | Брой срещи |
| -------- | --------------- | ---------- |
|          | Мирослав Кархан | 173        |
| Германия | Клаус Райтмайер | 163        |
| Унгария  | Патрик Вайзер   | 159        |
|          | Диего Климович  | 149        |
|          | Щефан Шноор     | 146        |
| Германия | Зимон Йенч      | 142        |
|          | Ханс Серпей     | 139        |

|  | Име               | Брой голове |
|  | ----------------- | ----------- |
|  | Диего Климович    | 57          |
|  | Графите           | 41          |
|  | Анджей Юсковяк    | 39          |
|  | Един Джеко        | 35          |
|  | Томислав Марич    | 31          |
|  | Мартин Петров     | 28          |
|  | Джонатан Акпобори | 28          |

## Треньорски щаб
|  | Име              | Длъжност             |
|  | ---------------- | -------------------- |
|  | Дитер Хекинг     | Старши треньор       |
|  | Дирк Бремзер     | Помощник-треньор     |
|  | Тон Локхоф       | Помощник-треньор     |
|  | Андреас Хилфикер | Треньор на вратарите |
|  | Оливер Мутшлер   | Кондиционен треньор  |
|  | Феликс Зункел    | Кондиционен треньор  |

- Официалният химн на клуба е песента „Grün Weiß VfL“, а след гол на домакинските срещи на Волфсбург звучи „Rama Lama Ding Dong“ на Роки Шарп енд Дъ Риплейс. Излизането на терена за началото на мача става под звуците на „Sirius“ на Дъ Алън Парсънс Проджект;
- Първият отбор на Волфсбург става „Отбор на годината в Долна Саксония“ през 2004 г.;
- След класирането си в Първа Бундеслига Волфсбург непрекъснато присъства в германския елит и заедно с Хамбург, Байерн Мюнхен, Байер Леверкузен и Хофенхайм е един от петте отбора, който никога не е изпадал от първа дивизия в днешния ѝ формат;
- 21 пъти водач в класирането на Първа Бундеслига (към 13 септември 2009 г.);
- Волфсбург има повече от 120 фенклуба;
- Талисманът на „вълците“ се казва Вьолфи.

Аматьорският отбор на Волфсбург играе в четвъртодивизионната Регионална лига Север от сезон 2008/09. Младежките формации на клуба се състезават в младежката бундеслига на Германия, а юношите старша възраст достигат до финалната среща за определяне на шампиона на страната в тази възрастова категория през 2008 г., но губят от Фрайбург с 0:2. Младежката академия на Волфсбург разполага с едни от най-модерните съоръжения в Германия, където тренират футболисти от 8 до 23-годишна възраст.
| №             |         | Играч               | Рождена дата   | В отбора от | См      | Кг      | Мач.    | Гол.    | Предишни клубове                                                          |
| Вратари       | Вратари | Вратари             | Вратари        | Вратари     | Вратари | Вратари | Вратари | Вратари | Вратари                                                                   |
| ------------- | ------- | ------------------- | -------------- | ----------- | ------- | ------- | ------- | ------- | ------------------------------------------------------------------------- |
| 24            |         | Рене Мелцер         | 15.03.1989     | 2007        | -       | -       | -       | -       | Хамбург, Калтенкирхен                                                     |
| 26            |         | Макс Лайдинг        | 11.04.1990     | 2006        | 186     | -       | -       | -       | Магдебург                                                                 |
| Защитници     |         |                     |                |             |         |         |         |         |                                                                           |
| 2             |         | Михаел Шулце        | 13 януари 1989 | 2001        | -       | -       | -       | -       | Форсфелде                                                                 |
| 3             |         | Сергей Каримов      | 21.12.1986     | 2000        | 180     | 73      | 5       | 0       | Форсфелде, Фелстофе                                                       |
| 4             |         | Юлиан Кламт         | 22.08.1989     | 2001        | -       | -       | -       | -       | Вайхаузен                                                                 |
| 5             |         | Даниел Райхе        | 14.03.1988     | 2003        | 186     | 76      | 1       | 0       | Хелмщет, Граслебен, Вайхе                                                 |
| 6             |         | Денис Риймер        | 23.02.1988     | 2003        | 178     | 73      | -       | -       | Райслинген-Нойхаус                                                        |
| 19            |         | Максимилиан Алшведе | 10.02.1990     | 2006        | -       | -       | -       | -       | Любек, Щранд 08                                                           |
| 20            |         | Михаел Лумпе        | 11.03.1989     | 2005        | -       | -       | -       | -       | Магдебург                                                                 |
| 21            |         | Андре Формичов      | 07.09.1990     | 2002        | -       | -       | -       | -       | Броме                                                                     |
| Полузащитници |         |                     |                |             |         |         |         |         |                                                                           |
| 8             |         | Сефа Йълмаз         | 14.02.1990     | 2005        | -       | -       | -       | -       | Тенис Борусия Берлин                                                      |
| 14            |         | Сергей Евлюскин     | 4 януари 1988  | 2003        | 178     | 74      | -       | -       | Брауншвайг                                                                |
| 15            |         | Рико Шлимперт       | 23.02.1988     | 2004        | 185     | 68      | -       | -       | Кемниц                                                                    |
| 16            |         | Рюдигер Цийл        | 26.10.1977     | 2009        | 184     | 79      | -       | -       | Кобленц, Веен Висбаден, Кайзерслаутерн, Пирмазенс, Рийшвайл, Щамбах       |
| 17            |         | Марсел Вайс         | 3 януари 1989  | 2004        | -       | -       | -       | -       | Люнебург                                                                  |
| 18            |         | Бурак Алтъпармак    | 15.10.1991     | 2009        | -       | -       | -       | -       | Херта Целендорф                                                           |
| -             |         | Филип Кройелс       | 11 януари 1985 | 2005        | 181     | 76      | -       | -       | Рот-Вайс Есен, Фортуна Дюселдорф, ПСФ Дюселдорф                           |
| -             |         | Александер Лаас     | 05.05.1984     | 2009        | 173     | 70      | 4       | 0       | Арминия Билефелд, ФФЛ Волфсбург, Хамбург, Нийндорф                        |
| -             |         | Кевин Волце         | 09.03.1990     | 2008        | 175     | 70      | -       | -       | Болтън Уондърърс, ФФЛ Волфсбург, Форсфелде, Вендшот                       |
| Нападатели    |         |                     |                |             |         |         |         |         |                                                                           |
| 9             |         | Майк Кьонеке        | 23.08.1988     | 2008        | -       | -       | -       | -       | Форсфелде, 1. ФК Волфсбург                                                |
| 11            |         | Лоак Лумбила Канджа | 12.05.1987     | 2009        | 182     | 75      | -       | -       | Есиха, Локарно, Лонано, Интер Милано, ФК Париж                            |
| 12            |         | Зебастиан Полтер    | 01.04.1991     | 2007        | 190     | 83      | -       | -       | Айнтрахт Брауншвайг, Вилхелмсхафен, Вердер Бремен, Вилхелмсхафен, Хайдмюл |
| 13            |         | Фабиан Клос         | 02.12.1987     | 2009        | -       | -       | -       | -       | Гифхорн, Майнерзен/Анзен/Пезе                                             |
| 23            |         | Кристоф Байсман     | 03.02.1987     | 2009        | -       | -       | -       | -       | Айнтрахт Нортхайм, Айнбек                                                 |

## Треньорско ръководство
|  | Име                    | Длъжност             |
|  | ---------------------- | -------------------- |
|  | Лоренц-Гюнтер Кьостнер | Старши треньор       |
|  | Александер Щремел      | Помощник-треньор     |
|  | Денис Рудел            | Треньор на вратарите |
|  | Пабло Тиам             | Директор             |

## Успехи
- Вицешампион на Германия за юноши старша възраст: 2007/2008

В първия кръг за Купата на Германия 2001/02 аматьорският отбор на Волфсбург елиминира станалите по-късно шампиони Борусия Дортмунд с 1:0, но след това той е разгромен с 0:4 от Хановер 96.
- Официален уебсайт на Волфсбург
- Фенсайт www.vflwoelfe.de
- Наръчник на германския футбол ((en)) Архив на оригинала от 2009-06-19 в Wayback Machine.
- Статистика за Волфсбург

- Официален сайт
- Специално издание на списание Кикер – „40 години Бундеслига“ и онлайн изданието на списанието